# 代数运算
代数运算是指包括数的加、减、乘、除、有理数指数幂、开方及其代数式为对象的运算。如以代數幾何圖形的觀念來看，代数运算即是指对两幅或多幅输入图像进行点对点的加减乘除计算而得到输出图像的运算。
- 參見代数。